# 대만의 야구 경기장 목록
다음은 대만에 위치한 야구장 목록이다.

## 주요 야구장
※ 최신 시설 및 시설 규모에 따라 순서대로 나열하였다.
| #  | 명칭                 | 사진 | 좌석수 | 소재지     | 홈 구단                        | 개장 연도 | 주석 및 기타       |
| -- | -------------------- | ---- | ------ | ---------- | ------------------------------ | --------- | ------------------ |
| 1  | 타이베이 돔          |      | 40,000 | 타이베이시 |                                | 2023      |                    |
| 2  | 아시아태평양 야구장  |      | 25,000 | 타이난시   | 퉁이 세븐일레븐 라이언스 (2군) | 2025      |                    |
| 3  | 타오위안 국제야구장  |      | 20,000 | 타오위안시 | 라쿠텐 몽키스                  | 2009      | 폐쇄형 불펜        |
| 4  | 타이중 저우지 야구장 |      | 20,000 | 타이중시   | 중신 브라더스                  | 2006      | 외야 그라운드 불펜 |
| 5  | 가오슝 청칭후 야구장 |      | 20,000 | 가오슝시   | 타이강 호크스                  | 1999      | 외야 그라운드 불펜 |
| 6  | 더우류 야구장        |      | 15,000 | 윈린현     |                                | 2005      | 외야 그라운드 불펜 |
| 7  | 신좡 야구장          |      | 12,500 | 신베이시   | 푸방 가디언스                  | 1997      | 외야 그라운드 불펜 |
| 8  | 타이난 시립 야구장   |      | 12,000 | 타이난시   | 퉁이 세븐일레븐 라이언스       | 1931      | 외야 그라운드 불펜 |
| 9  | 톈무 야구장          |      | 10,000 | 타이베이시 | 웨이취안 드래건스              | 1999      | 폐쇄형 불펜        |
| 10 | 신주 시립 야구장     |      | 10,000 | 신주시     | 웨이취안 드래건스              | 1976      | 2022년 재건축      |
| 11 | 자이 시립 야구장     |      | 10,000 | 자이시     |                                | 1998      |                    |
| 12 | 핑둥 현립 야구장     |      | 10,000 | 핑둥현     |                                | 1993      |                    |
| 13 | 자이 현립 야구장     |      | 9,000  | 자이현     |                                | 1996      |                    |
| 14 | 화롄 야구장          |      | 5,500  | 화롄현     |                                | 2001      |                    |

## 같이 보기
- 대한민국의 야구 경기장 목록
- 일본의 야구 경기장 목록